# Djerman, Kiustendil
Djerman (în bulgară Джерман) este un sat în comuna Dupnița, regiunea Kiustendil,  Bulgaria. 

## Demografie
Componența etnică a satului Djerman
     Romi (3,64%)
     Bulgari (94,64%)
     Nicio identificare (1,7%)
     Altele (0%)
La recensământul din 2011, populația satului Djerman era de 1.288 locuitori. Din punct de vedere etnic, majoritatea locuitorilor (94,64%) erau bulgari, cu o minoritate de romi (3,64%). Pentru 1,7% din locuitori nu este cunoscută apartenența etnică.